# Fabio Massimo Scala
Fabio Massimo Scala (Torino, 1º novembre 1876 – Roma, 24 marzo 1955) è stato un militare italiano, due volte medaglia d'argento al Valor Militare e 17º comandante della Scuola di Guerra.

## Biografia
Fu promosso tenente il 29 dicembre 1898, capitano il 10 agosto 1909 e maggiore il 28 ottobre 1915.
Tra il 1911 ed il 1912 partecipò alla Campagna di Libia nell'ambito della Guerra italo-turca, conseguendo due Medaglie d'argento al Valor militare. Partecipò alla Prima guerra mondiale, raggiungendo nel 1917 il grado di colonnello, e servendo come Capo di Stato Maggiore della III e del XXVII Corpo d'Armata.
Successivamente comandò il 44º Reggimento Fanteria, e nel 1924 fu nominato Capo di Stato Maggiore del Corpo d'Armata di Bologna. Nel 1927 fu promosso al grado di generale di brigata e nominato comandante della 30ª Brigata Fanteria.
Il 2 febbraio 1932 fu nominato Generale di divisione con l'incarico di comandante della Divisione di Verona. Il 24 settembre 1933 assunse il comando della Scuola di Guerra, che mantenne fino al 1º luglio 1935. In questa data, assunse il comando del Corpo d'Armata di Trieste, che mantenne fino al 1938. Fu successivamente promosso Generale di corpo d'armata ed il 10 novembre 1939 prese il comando del Corpo d'Armata di Roma.